# Kaspars Cipruss
Kaspars Cipruss, né le 18 février 1982, à Rēzekne, en République socialiste soviétique de Lettonie, est un joueur letton de basket-ball. Il évolue aux postes d'ailier fort et de pivot.